# Garindein
Garindein település Franciaországban, Pyrénées-Atlantiques megyében. Lakosainak száma 459 fő (2022. január 1.). Garindein Ainharp, Gotein-Libarrenx, Mauléon-Licharre és Ordiarp községekkel határos.

## Népesség
A település népességének változása:
| Lakosok száma | 508  | 505  | 512  | 500  | 499  | 498  | 485  | 472  | 459  |
|               | 2013 | 2015 | 2016 | 2017 | 2018 | 2019 | 2020 | 2021 | 2022 |